# Among Us
Among Us er et multiplayer computerspil fra juni 2018 skabt af Innersloth og spillet er tilgængeligt på Android, IOS, MacOS, Xbox, Playstation, Switch og Windows. Det er et 'social deduction' spil hvor op til 15 spillere bliver inddelt i roller som imposter og innocent, hvor deres arbejde er hhv. at dræbe de andre spillere eller stemme forræderne ud.
Til spillet findes der mange brugerskabte mods som tillader mere kontrol med spillets opsætning og funktion, heriblandt proximity chat og nye roller.

## Popularitet
Spillet blev meget populært i juni 2020 gennem platformen Twitch og andre streamingtjenester, med en peakvisning på 774.280  på Twitch. Det blev populært blandt Valkyrae (YouTube), sykkuno (Twitch), XQC (Twitch), Disguised Toast (Facebook) og Otv, men populariteten er faldet meget på Twitch siden december 2020, dog trods dette havde de 500 mio. brugere i november 2020. I spillet er der 4 forskellige baner man kan vælge imellem. Man kan også skifte farve på sit udseende, som er en rumdragt. Der er også nogle forskellige hatte man kan have på, f.eks. en hanekam eller en papirlap, hvor der står sus på.
Spillet har inspireret en del internet memes såsom 'imposter is sus' (sus er en forkortelse for suspicious - mistænksom på dansk) der er et ironisk meme ofte vist med et redigeret billede af internet streameren Jerma985. Yderligere er det blevet et meme i sig selv at dele billeder af objekter der ligner de små among us crewmates fra spillet.